# Monocyt

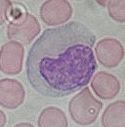
Monocyt wśród erytrocytów – zdjęcie mikroskopowe.

Monocyty – populacja leukocytów stanowiąca 3-8% wszystkich leukocytów obecnych we krwi. Komórki te, poza dużym rozmiarem, charakteryzują się występowaniem w błonie komórkowej takich markerów, jak: CD45 (charakterystyczny dla wszystkich leukocytów), CD11c, CD14, CD31, CD34 i inne, przy czym jedynie CD14 jest markerem specyficznym dla monocytów i makrofagów. Dojrzałe monocyty, po migracji z krwi do tkanek obwodowych przekształcają się w makrofagi, natomiast nieliczne tego typu komórki posiadają właściwości komórek macierzystych i mogą różnicować się w inne populacje komórek krwi lub nawet innych tkanek.

## Budowa
Są największe wśród leukocytów – osiągają 9-20 μm, czasem do 40 μm. Mają najczęściej nerkowate (czasem owalne) jądro, zasadochłonną cytoplazmę, bogatą w lizosomy. Posiadają liczne mitochondria i rozbudowany aparat Golgiego.

## Funkcje
Po wydostaniu się ze szpiku przebywają 2-3 dni we krwi. Mają zdolność wydostawania się poza światło naczyń układu krążenia (diapedeza) w miejscach zapalnych, gdzie trafiają dzięki chemotaksji oraz szybkiego ruchu pełzakowatego. Są fagocytami, które oczyszczają krew ze skrawków obumarłych tkanek oraz bakterii. Produkują interferon, leukotrieny i interleukiny.

## Rozwój
Powstają przeważnie w szpiku kostnym, czasem w układzie siateczkowo-śródbłonkowym (szczególnie w śledzionie). W organizmie powinno się mieć min 3% max 8% monocytów u dzieci jak i dorosłych. Zbyt niski poziom monocytów we krwi to monocytopenia a zbyt wysoki to monocytoza.
Dojrzewanie monocytów w szpiku:
komórka macierzysta hemopoezy → CFU-GEMM → CFU-GM → monoblast (CFU-M) → promonocyt → monocyt → makrofag